# 이진만 (1675년)
이진만(李鎭萬, 1675년 12월 13일 ~ 1752년 3월 26일)은 조선 후기의 문인, 학자로 자(字)는 맹능(孟能), 맹시(孟時)이고, 호는 백은(白隱), 백은당(白隱堂), 백은정(白隱亭), 본관은 우계(羽溪)이다. 1695년(숙종 21) 증광시에 사부로써 중간의 성적을 얻어 합격했으나 누군가에 의해 합격자에 들지 못했고, 숙종의 특명으로 과거 응시 자격을 다시 받았다. 1699년(숙종 25) 문과에 합격하였으나, 시험 주제에 문제가 있다 하여 결국 합격 취소되고 파방되었다. 뒤에 1702년(숙종 28) 식년시 생원 3등에 합격하고 그 해의 진사시에 다시 응시하여 식년시 진사 3등으로 합격하여 사마양시에 모두 합격하였다.
이후 관직을 단념하고 낙향, 백은정을 짓고 학문 연구, 후학 양성에 전념했으며, 순흥향교 활동과 내성현 향약계원 활동을 했고 지역 친목모임 병정계를 조직하였다. 저서로는 백은당문집(白隱堂文集)과 대성집설(大成集設) 등이 전한다. 경북 영주 출신.

## 생애

### 출생과 가계
1675년(숙종 1)에 경상북도 영주군 순흥면(順興面)에서 태어났으며, 도촌 이수형(李秀亨)의 8대손이고 성균관전적을 지낸 취사 이여빈(李汝香+賓)의 4대손이며, 노인직으로 절충장군 행용양위부호군을 지낸 이기정(李基定)의 아들이다. 어머니는 진성이씨(眞城李氏)로, 한성부우윤 정민공(貞愍公) 온계 이해(溫溪 李瀣)의 4대손 통덕랑 이형영(李烱英)의 딸이다. 동생으로는 이진화(李鎭華), 이진방(李鎭芳), 이진영(李鎭英) 등이 있었다. 누이로는 황재숙(黃載塾), 권동(權洞), 안태국(安泰國)에게 각각 출가한 누이가 있었다. 자(字)는 맹능(孟能)이고, 호는 백은(白隱), 백은당(白隱堂), 백은정(白隱亭)이다. 순흥향교의 원임안에는 맹시(孟時)라는 자도 있었다.
그의 고조부 이여빈은 문과에 급제, 벽사도찰방, 성균관전적을 역임했으나 북인의 이황, 이언적 비판에 염증을 느끼고 양선생 변무소를 올린 뒤 사직했다. 이후 인목대비 폐모론과 영창대군 사형에 반대하여 전은소를 올려 친모자는 아니나 계통상 어머니, 형제의 의가 있다며 인목대비 폐비 및 영창대군 사형을 반대하였다. 그뒤 금교역찰방에 제수됐으나 사양하고 1617년 다시 성균관전적에 제수되어 상경, 폐모론이 옳지 못함을 7일간 궐문에 엎드려 간하다가 거절당하자 영주 감곡으로 낙향, 인수정을 짓고 시문과 후학 양성에 전념하였다. 증조부 이성재(李成材)는 선무랑을 역임했으나 이이첨 등을 공박하는 상소를 올리고 낙향했다. 아버지 이기정은 관직에 나가지 않고 영주 감곡에서 학문 연구와 후학 양성에 전념하다가 만년에 노인직으로 수계절충장군 용양위부호군(壽階折衝將軍 龍驤衛副護軍)을 제수받았다.
어느 시점에 성균관에 입학했는지는 알 수 없으나, 그는 한성으로 상경하여 성균관에 입학하여 유생 신분으로 수학하였다.

### 과거 단념과 생진시 합격
1695년(숙종 21) 그해의 증광시(增廣試)에 사부(詞賦)로 중(中)의 성적을 받았으나 누군가의 조작으로 합격이 취소되었다. 이를 안타깝게 여긴 숙종은 특명으로 응방(應榜)에 붙이게 하였다.
1699년(숙종 25) 문과(文科)에 갑과(甲科) 3등으로 급제하였으나 시험 문제에 문제가 있다 하여 합격이 취소, 파방되고, 왕명으로 다시 시험에 응시하게 하니 이것은 선비가 취할 길이 못된다고 거절하였다. 그는 과거 제도의 폐단을 논하는 상소문을 올린 뒤 낙향하였으며, 이때부터 벼슬길을 단념하고 성리학(性理學)과 도학(道學)연구에만 전념하였다. 1702년(숙종 28) 식년시 생원 3등 18위로 합격하고, 그 해의 진사시에 다시 응시하여 식년시 진사 3등 53위로 합격하였다.
그는 과거 제도의 폐단을 비판하는 상소 외에도 단종 때의 충신인 금성대군(錦城大君)의 충절을 설명하며 금성대군의 사우(祠宇)를 나라에서 창건해 줄 것을 상소하였고, 세종 때의 천문학자인 문절공(文節公) 김담(金淡)을 모신 단계서원(丹溪書院)을 철폐하려는 움직임이 있자 단계서원의 철폐를 막아달라는 상소문 등을 조정에 올리고 낙향하였다. 1705년 어머니 진성이씨의 상을 당하고 아버지 이기정이 홀로 있었다. 그는 과거를 단념하고 고향으로 내려가게 되었다.
과거 공부를 단념하고 고향으로 돌아와, 시문으로 소일하며 창설재 권두경(蒼雪齋 權斗經), 눌은 이광정(訥隱 李光庭), 단구 황창술(丹邱 黃昌述) 등 소수의 학자들과 주로 교류하였다. 이후 그는 사서육경이나 경전 중에 주자의 주자어류(朱子語類), 성리대전(性理大全), 당육지(唐陸贄)의 육선공주의(陸宣公奏議), 가공언(賈公彦)의 주례주소(周禮註疏), 진덕수(眞德秀)의 대학연의(大學衍義) 등의 책을 골라 모아서 한 권으로 편집하여 《대성집설 (大成集說)》이라 이름하고 늘 즐겨 읽었다. 이후 전국의 명승지를 찾아다니며 시문이나 기행문 등을 남겼다.

### 순흥향교 활동
1717년 8월 6일 문원공 안우세를 봉안하는 순흥향교 행제 때 대축(大祝), 1718년 2월 8일 석존제(釋奠祭)의 집사 분정(執事分定) 때 종헌관(終獻官), 8월 1일 석존제 집사(釋奠祭執事) 분정 때 서종사헌관(西從祀獻官), 9월 20일 이안고유제(移安告由祭)의 집사 분정(執事分定) 때는 대축, 12월 22일 봉안제 집사 분정(奉安祭執事分定) 때는 대축, 1719년 2월 4일의 석존제 집사 분정 때는 종헌관, 1720년 2월 10일 석존제 집사 분정 때는 종헌관, 1721년 2월 6일 석존제 집사 분정 때는 찬자(贊者), 8월 9일 석존제 집사 분장 때는 동종사헌관(東從祀獻官), 1722년 2월 2일 석존제 집사 분정 때는 종헌관, 8월 4일 석존제 집사 분정 때는 종헌관, 1723년 2월 7일 석존제 집사 분정 때는 동종사헌관, 8월 10일 부사 윤세겸이 참여한 제전에서는 동종사헌관, 1724년 2월 3일 석존제 집사 분정 때 동종사헌관, 8월 7일 석존제 집사 분정 때는 아헌관을 맡았다.
1700년의 순흥향교 원임안에 그는 순흥부 동북면 지역 회원으로 나타난다. 1714년의 순흥향교 원임안 명부에도 동북면 지역 회원 명단에 그의 이름이 등장한다.

### 생애 후반
그는 내성현(현, 봉화군 봉화읍 주변지역)의 향약계에 가입하여 활동했는데, 1716년 10월 9일 삼계서원(三溪書院)에서 도계장(都契長)은 하당 권두인(荷塘 權斗寅), 부계장(副契長) 구애 이완(龜厓李琓), 창설 권두경(蒼雪 權斗經), 유사(有司) 육인 김광국(六忍 金光國), 눌은 이광정(訥隱 李光庭) 등을 주축으로 한 제정한 향약안(約案) 참석자 명단에 그의 이름이 있다. 향약 참석자 명단은 이름, 자, 생년, 본관, 거주지가 기록됐으며 이진만 맹능 을묘 우계 순흥(李鎭萬 孟能 乙卯 羽溪 順興)으로 수록되었다. 1876년(고종 13) 학자 권중연(權重淵)이 정리한 내성현 지역 향약계안 사약일통은 영남대학교 민족문화연구소에 소장되어 있다.
1724년(경종 4) 4월 24일 경상도 진사(進士) 이덕표(李德標), 안중항(安重恒)을 소두로 한 경상도 유생 3천 6백 11명의 공동 연명 상소에 서명하였다. 이덕표 등의 상소는 희빈 장씨의 복권을 주청하는 이삼령(李三齡), 허벽(許璧)의 상소문을 들이지 않은 승정원 관료의 처벌, 인빈 김씨의 고사에 따라 희빈 장씨를 추존할 것, 이이명 등을 처벌할 것을 상소했던 섬계 이잠(李潛)을 추장할 것, 이이첨, 김춘택을 공격한 이잠의 용기를 칭송하는 내용이었다. 이 연명상소에는 그의 친척 이진한(李鎭漢), 이진익(李鎭益)도 공동 서명에 참여했다. 그밖에 이기정(李基楨), 이기주(李基冑), 이기직(李基稷) 등도 공동서명에 참여했다.
1726년 아버지 이기정의 상을 당하여 3년간 시묘살이를 하였다. 그는 한성으로 상경하여 성균관에서 수학하고자 했으나 끝내 단념하게 되었다.
고향에서 병진(丙辰年, 1676년)과 정사(丁巳, 1677년) 생의 모임인 병정계(丙丁稧)를 조직하고 병정계첩(丙丁稧帖)을 작성했다. 병정계첩에는 계모임 계안(稧案)과 그 자손록(子孫錄)들을 모아놓은 책이다.
만년에는 고조부 이여빈이 지어 학문연구와 문하생들을 가르치던 인수정 바로 앞에 정자 백은당(白隱堂)을 짓고, 백은거사(白隱居士)라 자처하며 학문 연구와 후학 양성으로 세월을 보냈다. 저서로는 백은당문집(白隱堂文集)과 대성집설(大成集設) 16권 등이 전한다. 1752년 3월 26일 병으로 사망했다.

### 사후
묘소는 경상북도 영풍군 부석면 보계리(현, 경상북도 영주시 부석면 보계리) 노전동(蘆田洞) 부락 유좌(酉坐)에 있다. 후일 이재 권연하(頤齋 權璉夏)가 그의 묘비문을 짓고, 썼다.

## 저서
- 백은당문집(白隱堂文集)
- 대성집설(大成集設) 16권

## 가족 관계
- 할아버지 : 이소(李火+蕭, 1610년 12월 14일 ~ 1666년 12월 21일)
- 할머니 : 영천이씨(永川李氏, 1609년 2월 25일 ~ 1671년 12월 26일), 설서 이함(李箴)의 딸, 간재 이덕홍(艮齋 李德弘)의 손녀
  - 고모 : 우계이씨
  - 고모부 : 류세발(柳世發)
  - 고모 : 우계이씨
  - 고모부 : 이재일(李在逸)
- 아버지 : 이기정(李基定, 1647년 5월 1일 ~ 1726년 2월 27일)
- 어머니 : 진성이씨(眞城李氏, 1654년 6월 16일 ~ 1705년 8월 19일), 통덕랑 이형영(李烱英)의 딸
  - 동생 : 이진화(李鎭華, 1677년 9월 2일 ~ 1754년 12월 20일), 자(字)는 장세(長世), 호(號)는 묵암(黙庵)
  - 동생 : 이진방(李鎭芳)
  - 동생 : 이진엽(李鎭曄)
  - 누이 : 우계이씨
  - 매부 : 황재숙(黃載塾)
  - 누이 : 우계이씨
  - 매부 : 권동(權洞)
  - 누이 : 우계이씨
  - 매부 : 안태국(安泰國)
- 부인 : 진성이씨(眞城李氏, ? ~ 1731년 10월 1일), 통덕랑 이유원(李惟遠)의 딸
  - 아들 : 이경택(李慶澤)
  - 아들 : 이경흡(李慶潝)
  - 아들 : 이경홍(李慶泓)
  - 아들 : 이경제(李慶濟, 1704년 ~ 1751년 8월 10일)
  - 딸 : 우계이씨
  - 사위 : 황시간(黃時榦)
  - 딸 : 우계이씨
  - 사위 : 홍두명(洪斗明)

## 기타
그의 동생 이진화(李鎭華)는 1710년(숙종 36년) 경인(庚寅) 증광시(增廣試) 생원에 3등(三等) 30위로 합격했다. 이진화는 아들이 없어 그의 둘째 아들 이경흡을 양자로 들였다.
이진화는 사마방목 입격자 기록에 의하면 1710년 당시 강원도 원주에 거주하고 있었고, 1729년(영조 5) 기유(己酉) 식년시(式年試) 생원에 2등(二等) 25위로 합격한 아들 이경흡 역시 거주지가 원주로 되어 있었다. 이경흡의 당시 사마방목 입격기록에 부모구존, 생부모구존은 모두 구경하(둘 다 생존)으로 되어 있었다.
감곡리 산 중턱에 백은정을 짓고 후학 양성과 시문으로 여생을 보냈다. 그런데 그의 정자가 고조부 이여빈의 인수정, 석양와보다 높은 곳에 위치해있다는 이유로 주변에서 문제제기를 하면서 20세기 초 그의 백은정은 산 아래로 이건하게 됐다 한다.

## 같이 보기
- 과거 제도
- 연줄
- 이여빈
- 김담
- 김륵
- 이수형
- 권두경
- 이광정
- 이헌경
- 이의
- 이진주
- 이휘도
- 이잠
- 순흥향교

## 참고 문헌
- 사마방목
- 백은문집
- 승정원일기
- 병정계첩
- 순흥향교 집사안(順興鄕校 執事案) 1717년-1724년
- 순흥향교 원임안(順興鄕校 原任案) 1685년-1727년

## 관련 자료
- 도난문화재 박물관 전시 적발 연합뉴스
- 백은집 / 白隱集
- 병정계첩(丙丁稧帖)
- 영주문화유산보존회, 《소백산 02 : 국립공원 소백산 유산록 및 시문 조사 발굴 사업》 (영주문화유산보존회, 2013)
- 영주문화유산보존회, 《산승은 동녘바람 등지고 낙화를 쓰네 : 부석사 한시》 (영주문화유산보존회, 2011)